# Visz
Visz est un village et une commune du comitat de Somogy en Hongrie.